# Skins US
A Skins US észak-amerikai adaptációja az azonos névvel futó brit ifjúsági drámának. Az Amerikai Egyesült Államokban az MTV, míg Kanadában a Movie Central és a The Movie Network mutatta be 2011. január 17-én.  Az eredeti műsorhoz hasonlóan az alkotók itt is Bryan Elsley és Jamie Brittain voltak.

## Főszereplők
Az észak-amerikai adaptációban minden szereplőt átneveztek az eredeti brit verzióhoz képest. A legnagyobb cserét Tea Marvelli bevezetése jelentette, a leszbikus diáklány az eredeti sorozat homoszexuális karakterét, Maxxie Olivert váltotta.
| Színész                 | Szerep              | Eredeti szereplő             |
| ----------------------- | ------------------- | ---------------------------- |
| James Newman            | Tony Schneider      | Anthony "Tony" Stonem        |
| Rachel Thevenard        | Michelle Richardson | Michelle Richardson          |
| Daniel Flaherty         | Stanley Lucerne     | Sidney "Sid" Jenkins         |
| Sofia Black D'Elia      | Tea Marvelli        | Maxxie Oliver                |
| Ron Mustafaa            | Abbud Siddiky       | Anwar Kharral                |
| Jesse Carere            | Chris Collins       | Christopher "Chris" Miles    |
| Britne Oldford          | Cadie Campbell      | Cassandra "Cassie" Ainsworth |
| Camille Cresencia-Mills | Daisy Valero        | Jalander "Jal" Fazer         |
| Eleanor Zichy           | Eura Schneider      | Elizabeth "Effy" Stonem      |

## Epizódok
Az eredeti brit verzióhoz képest a játékidő 47 percről 42-re csökkent, viszont megtartották azt a vonalat, hogy mindig egy-egy szereplő kerül előtérbe. A sorozat mindössze egyetlen évadból és 10 epizódból állt.

## Fordítás
- Ez a szócikk részben vagy egészben  a   Skins (North American TV series) című angol Wikipédia-szócikk fordításán alapul.  Az eredeti cikk szerkesztőit annak laptörténete sorolja fel. Ez a jelzés csupán a megfogalmazás eredetét és a szerzői jogokat jelzi, nem szolgál a cikkben szereplő információk forrásmegjelöléseként.